# San Francisco (film)
San Francisco è un film del 1936 diretto da W. S. Van Dyke.

## Trama

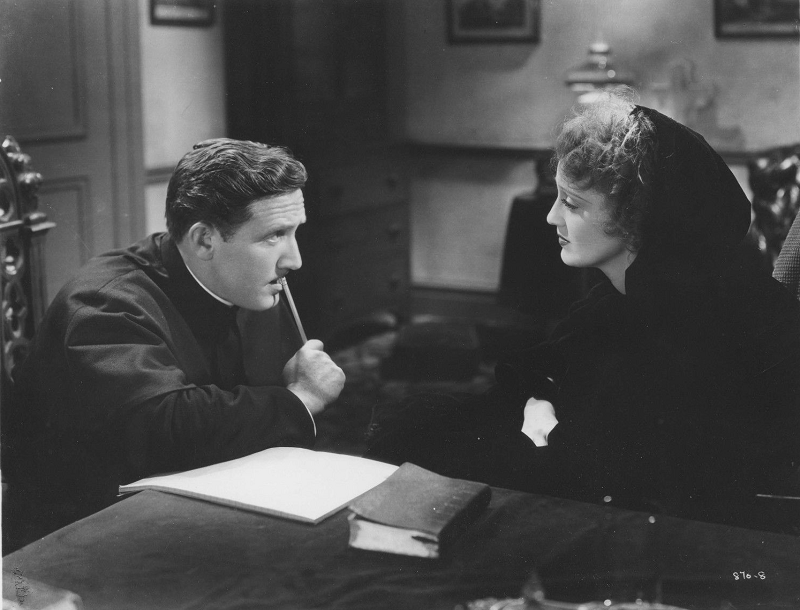
Spencer Tracy e Jeanette MacDonald in una foto pubblicitaria

Mary Blake, giovane ed affascinante, arriva dalla provincia a San Francisco con l'intento di diventare una grande cantante d'opera. Per poter sopravvivere, inizia a lavorare come soubrette al "Paradiso", uno dei night club più gettonati e licenziosi della città, di cui è proprietario Blackie Norton; questi, ateo spavaldo ed intraprendente (si è appena candidato come sindaco) s'innamora quasi subito della ragazza, la quale riceve concrete attenzioni anche da Jack Burley, il ricco e blasonato direttore dell'Opera presso cui Mary esordisce trionfalmente.
La ragazza si sente attratta da entrambi e non sa chi scegliere. Sarà il terribile terremoto di San Francisco a mettere le cose a posto: Burley morirà sotto le macerie, il "Paradiso" andrà distrutto, Blackie si convertirà e ritroverà Mary in un campo profughi, dichiarandole il suo amore.

## Distribuzione
Distribuito dalla Metro-Goldwyn-Mayer, il film uscì negli Stati Uniti il 26 giugno 1936. In Italia fu presentato il 27 agosto 1936 alla 4ª Mostra internazionale d'arte cinematografica di Venezia, riscuotendo un enorme successo; fu distribuito nelle sale nell'anno successivo.

### Date di uscita
- Stati Uniti d'America: 26 giugno 1936
- Svezia: 9 novembre 1936
- Finlandia: 15 novembre 1936
- Danimarca: 16 novembre 1936
- Giappone: 16 dicembre 1936
- Francia: 17 dicembre 1936
- Germania: 31 dicembre 1936
- Estonia: 9 febbraio 1937
- Portogallo: 16 febbraio 1937

## Accoglienza
Il film ebbe un notevole successo commerciale, grazie all'impiego di due attori affermati come Jeanette Macdonald e Clark Gable, e per l'abile realizzazione delle sequenze del terremoto. Il film fu il precursore di una tipologia di film basati sulla trasposizione spettacolare di grandi sciagure.

### Critica
(Francesco Pasinetti, Gazzetta di Venezia, 28 agosto 1936)
(Mario Gromo, La Stampa, 3 marzo 1937)
(Tullio Kezich, Cinema n. 138, 25 luglio 1954)